# Български институт за стандартизация
Българският институт за стандартизация (БИС) е националният орган по стандартизация в Република България. Той е регистриран като публичноправна организация, което означава, че „работи за обществена полза и не разпределя печалба“.

## История
Началото на организирана работа по стандартизация в България е отбелязано през 1932 г., когато са започнали първите опити по унифициране и нормиране в младата ни тогава индустрия. През 1938 г. вече е учреден Български институт по норми (БИН), по подобие на DIN – Немския институт за норми. В периода до началото на войната са публикувани и първите 112 т. нар. български индустриални норми (БИН-ове).
След Втората световна война дейността по стандартизация се поема от ИНРА (Институт за рационализации), който започва да публикува първите български държавни стандарти, известни с означението БДС. През 50-те години на миналия век страната ни става член на основните международни организации по стандартизация – ISO и IEC, където е регистрирана чрез означението BDS, ползвано и до днес.
В началото на 60-те години е създаден Институтът по стандартизация, мерки и измерителни уреди (ИСМИУ) към Държавния комитет за наука и технически прогрес (ДКНТП). През 1970 г. той е закрит и заедно с Държавната инспекция за технически контрол върху качеството в промишлеността влиза в състава на новосъздадения Комитет по качество, стандартизация и метрология (след 1975 година – Държавен комитет за стандартизация). През 1981 година комитетът е преобразуван в Главно управление по стандартизация, отново подчинено на ДКНТП. През 1991 година отново е обособен Комитет по стандартизация и метрология, от 1999 година – Държавна агенция по стандартизация и метрология. През 2005 година, с нов Закон за националната стандартизация, е обособен Българският институт за стандартизация.

## Цели и дейност
С работата си Българският институт за стандартизация цели:
1. да подпомага развитието българската икономика;
2. да хармонизира националните стандарти (БДС) с европейските и международните стандарти, с което постепенно се премахват техническите бариери пред търговията;
3. да подпомага законодателството по отношение на опазване и подобряване на качеството на живота и здравето на хората, безопасните условия на труд, опазването на околната среда и защитата на потребителите, като чрез приетите стандарти осигурява единни общоприети изисквания, характеристики, правила, норми и процедури за оценяване на съответствието.

По-важните принципи в работата на БИС са правото на доброволно участие на всички заинтересовани групи при разработването и приемането на българските стандарти и консенсус (общо съгласие) на участниците по отношение на техническото съдържание на стандартите.
Дейността на БИС се състои преди всичко в:
- разработване и одобряване на българските стандарти,
- създаване и поддържане на база данни и фонд от национални, международни, европейски и чуждестранни национални стандарти,
- разпространяване на международни и чуждестранни национални стандарти;
- разпространяване на българските стандарти.

Както по цял свят, така и в България стандартите са обект на авторско право. Само БИС има правото да разпространява българските стандарти.
Дейността по разработване и приемане на стандартите се извършва от експерти, представени от членовете на БИС (членове могат да бъдат всички заинтересовани от тази дейност юридически лица). Работата на експертите е организирана в технически комитети (ТК), всеки от които е специализиран в определена област и направление (напр. ТК 75 Електромагнитна съвместимост, ТК 99 Нанотехнологии; ТК 57 Информационни и комуникационни технологии, ТК 80 Електронен обмен на данни, ТК 30 Заваряване на металите, ТК 45 Хазарт). Има 92 технически комитета, от които 82 активни. От тях два са на високото ниво по международната категоризация – ТК 75 Електромагнитна съвместимост и ТК 99 Нанотехнологии (към януари 2019 г.). 
От началото на 2007 г. България е приета за пълноправен член на CEN и CENELEC, където тя е представена от БИС. БИС също представлява страната ни и в ISO и IEC. Български експерти участват в работата на много от техническите комитети на тези организации.

## Означение на българските национални стандарти
Съгласно чл. 4 от Закона за стандартизацията българските стандарти се идентифицират с буквено и цифрово означение. Буквеното означение се състои от буквите БДС или комбинация от буквите БДС и други буквени означения (в случаите на въвеждане на европейски или международни стандарти – БДС EN, БДС ISO и др.). Означението БДС, ползвано от 50-те години на миналия век, е условно, наследено исторически. От 1991 г. българските стандарти вече не са „държавни“ (т. е. не се издават от държавен орган и не са задължителни, а спазването им е доброволно), затова се наричат само национални стандарти. Означението BDS (на латиница) е запазено също във всички международни организации по стандартизация.